# Lympha (alga)
Lympha, monotipski rod crvenih alga iz porodice Batrachospermaceae opisan 2017. godine u kojega je smještena slatkovodna alga L. mucosa iz Sjeverne Amerike.
Lokalitet holotipa je rijeka Kinniconick, Kentucky.